# Stenocercus melanopygus
Stenocercus melanopygus este o specie de șopârle din genul Stenocercus, familia Tropiduridae, descrisă de Boulenger 1900. Conform Catalogue of Life specia Stenocercus melanopygus nu are subspecii cunoscute.